# Madelaine Petsch
Madelaine Grobbelaar Petsch (* 18. srpna 1994 Port Orchard, Washington) je americká herečka a youtuberka, která se proslavila rolí Cheryl Blossom v televizním seriálu Riverdale a rolí Marissy ve filmu F To The Prom. Jako hlavní postava zazářila i ve filmu Sightless.

## Životopis
Ve třech letech začala navštěvovat hodiny tance a o dva roky později hodiny herectví. Její rodiče pochází z Jihoafrické republiky. Navštěvovala střední školu South Kitsap High School a po odmaturování se přestěhovala do Los Angeles. Má jednoho bratra Shauna. Poté, co byla vychovávaná jako vegetariánka, se ve čtrnácti letech se stala vegankou.

## Kariéra
V roce 2014 se objevila v reklamě pro Coca-Colu. V únoru roku 2016 byla obsazena do role Cheryl Blossom v televizním seriálu stanice The CW Riverdale. V březnu roku 2017 se připojila k obsazení filmu Polariod. V září roku 2020 byla obsazena do hlavní role Ellen ve filmu Sightless, který by se měl objevit na Netflixu v lednu 2021.

## Filmografie

### Film
| Rok  | Název                  | Role     | Poznámky         |
| ---- | ---------------------- | -------- | ---------------- |
| 2015 | The Hive               | dívka #2 |                  |
| 2016 | Prokletí spící panny   | Eliza    |                  |
| 2017 | F*&% To The Prom       | Marissa  |                  |
| 2019 | Polariod               | Sarah    |                  |
| 2020 | Nevidomá               | Ellen    | také producentka |
| 2022 | Jane                   | Olivia   | také producentka |
| 2022 | Hotel for the Holidays | Georgia  |                  |

### Televize
| Rok       | Název              | Role              | Poznámky                   |
| --------- | ------------------ | ----------------- | -------------------------- |
| 2015      | Mámou přes noc     | mořská víla       | díl: „Gona Batty“          |
| 2017–2023 | Riverdale          | Cheryl Blossom    | hlavní role                |
| 2020      | Acting for a Cause | Jane Bennet       | díl: „Pride and Prejudice“ |
| 2020      | Simpsonovi         | Sloan (hlas)      | díl: „Osmiletí hrozní“     |
| 2020      | Day by Day         | Vypravěčka (hlas) | díl: „Relocation“          |

### Internet
| Rok  | Název            | Role      | Poznámky                                  |
| ---- | ---------------- | --------- | ----------------------------------------- |
| 2018 | Vegan Masterchef | Samu sebe | díl: „Gordon Ramsay vs. Madelaine Petsch“ |

## Ocenění a nominace
| Rok  | Název                 | Kategorie                                | Nominovaná za                                                                               | Výsledek  |
| ---- | --------------------- | ---------------------------------------- | ------------------------------------------------------------------------------------------- | --------- |
| 2017 | Teen Choice Awards    | nejlepší výbuch vzteku                   | Riverdale\| style="background:#99FF99;vertical-align:middle;text-align:center;" \|vítězství |           |
| 2018 | MTV Movie & TV Awards | zloděj scén                              | Riverdale\| style="background:#99FF99;vertical-align:middle;text-align:center;" \|vítězství | vítězství |
| 2018 | Teen Choice Awards    | nejlepší výbuch vzteku                   | Riverdale\| style="background:#99FF99;vertical-align:middle;text-align:center;" \|vítězství | vítězství |
| 2019 | MTV Movie & TV Awards | nejlepší hudební scéna                   | Riverdale\| style="background:#99FF99;vertical-align:middle;text-align:center;" \|vítězství | nominace  |
| 2019 | Teen Choice Awards    | nejlepší pár (sdíleno s Vanessou Morgan) | Riverdale\| style="background:#99FF99;vertical-align:middle;text-align:center;" \|vítězství | nominace  |